# Lokales Martingal
Ein lokales Martingal ist ein adaptierter rechtsstetiger stochastischer Prozess {\displaystyle (X_{t})_{t\geq 0}} auf einem filtrierten Wahrscheinlichkeitsraum {\displaystyle (\Omega ,{\mathcal {A}},P,({\mathcal {F}}_{t})_{t\geq 0})}, so dass eine aufsteigende Folge {\displaystyle (T_{n})_{n\in \mathbb {N} }} von Stoppzeiten mit {\displaystyle \lim _{n\to \infty }T_{n}=\infty } fast sicher existiert, so dass der gestoppte Prozess
{\displaystyle (X_{\min\{t,T_{n}\}}\mathrm {I} _{\{T_{n}>0\}})_{t\geq 0}}
für alle {\displaystyle n} ein {\displaystyle ({\mathcal {F}}_{t})}-Martingal ist.
Der Begriff des lokalen Martingals ist eine weitreichende Verallgemeinerung des Martingalbegriffes. Es handelt sich also um eine Lokalisierung des Martingalbegriffs. Lokale Martingale spielen eine Rolle in der Theorie der stochastischen Integration, genauer entspricht die Klasse der möglichen Integratoren den Semimartingalen, Summen von lokalen Martingalen und adaptierten Prozessen von endlicher Variation.

## Lokale Martingale vs. Martingale
Beschränkte lokale Martingale sind Martingale. Es gibt Beispiele von gleichmäßig integrierbaren lokalen Martingalen, welche aber keine Martingale sind. Allgemein gilt:
Definiere die Klasse {\displaystyle DL} derjenigen adaptierteren {\displaystyle \mathbb {R} }-Prozessen, so dass für alle {\displaystyle a>0} und alle Stoppzeiten {\displaystyle T} mit {\displaystyle T<a} die Familie {\displaystyle X_{T}I_{\{T<\infty \}}} gleichmäßig integrierbar ist. Ein lokales Martingal ist genau dann ein Martingal, wenn es in der Klasse {\displaystyle DL} liegt.
Ein Beispiel für ein lokales Martingal, das kein Martingal ist, ist der folgende Prozess {\displaystyle (X_{t})_{t=0,1,2}}. Seien {\displaystyle Y_{1}} und {\displaystyle Y_{2}} stochastisch unabhängig mit {\displaystyle P(Y_{1}\geq 0)=1} und {\displaystyle E(Y_{1})=\infty } und {\displaystyle Y_{2}} Rademacher-verteilt, sprich {\displaystyle P(Y_{2}=1)=1-P(Y_{2}=-1)=1/2}. Die Filtration ist gegeben durch {\displaystyle {\mathcal {F}}_{0}=\{\emptyset ,\Omega \}}, {\displaystyle {\mathcal {F}}_{1}=\sigma (Y_{1})} und {\displaystyle {\mathcal {F}}_{2}=\sigma (Y_{1},Y_{2})}. Definiere {\displaystyle X_{0}=X_{1}=0} und {\displaystyle X_{2}=Y_{1}Y_{2}}. {\displaystyle X} ist dann kein Martingal, weil {\displaystyle X_{2}} nicht integrierbar ist, aber ein lokales Martingal mit der Lokalisierungsfolge {\displaystyle T_{n}={\begin{cases}1{\text{ falls }}Y_{1}>n\\2{\text{ falls }}Y_{1}\leq n\end{cases}}}.